# Sonanus indicus
Sonanus indicus är en stekelart som beskrevs av Sergey A. Belokobylskij 2005. Sonanus indicus ingår i släktet Sonanus och familjen bracksteklar. Inga underarter finns listade i Catalogue of Life.